# 42 (écoles)
Pour les articles homonymes, voir 42 et nombre 42.
Les écoles 42 sont des établissements supérieurs d'autoformation dont l'objectif est de former des développeurs avec, en 2025, cinquante-sept campus répartis dans trente-deux pays du monde.

## Historique
Ces établissements ont été créés et sont financés par Xavier Niel (fondateur d'Iliad-Free), avec plusieurs associés, dont Nicolas Sadirac (ancien directeur général d'Epitech), Kwame Yamgnane (fils de Kofi Yamgnane) et Florian Bucher (anciens cadres d'Epitech).
L'établissement de Paris a ouvert ses portes le 15 juillet 2013 pour la dernière phase des admissions. Il a accueilli les étudiants retenus pour la première rentrée en novembre 2013.
L'école reçoit le 23 juillet 2015 la visite du président de la République François Hollande, puis le 27 octobre 2015 celle d'Emmanuel Macron, alors ministre de l’Économie et des Finances,.
Le 17 mai 2016, Xavier Niel annonce l’ouverture de 42 USA dans la Silicon Valley à Fremont en Californie.
En juin 2019, l'école 101 de Lyon intègre 42 et est rebaptisée 42 Lyon Auvergne-Rhône-Alpes.
À partir de 2019, une trentaine d'écoles sont ouvertes à l'international, dans 22 pays (en date de juillet 2021).

## Les établissements
Les établissements 42 font partie de l’association à but non lucratif, nommée 42, dont Xavier Niel est le président et Sophie Viger la directrice générale.
La formation n'étant pas agréée par le ministère de l'Enseignement supérieur, les étudiants ne peuvent prétendre à des bourses d’État. Cependant, l'école a rejoint le dispositif Grande École du Numérique et permet donc aux étudiants de bénéficier d'une aide financière attribuée par le CROUS. L'aide financière est attribuée sous condition de ressource pendant les 18 premiers mois de la formation. Son montant est indexé sur le barème de la bourse sur critères sociaux de l’enseignement supérieur.
Les établissements tirent leur nom du roman Le Guide du voyageur galactique. Dans ce roman, la réponse que donne l'ordinateur à « la grande question sur la vie, l'univers et le reste » est 42,.
L'établissement de Nice est placé en cessation de paiement le 13 juin 2023 et en redressement judiciaire le 26 juin 2023. À la direction parisienne, on pointe une gestion locale défaillante. La liquidation judiciaire est annoncée le 25 juillet 2023et une nouvelle structure est mise en place, sous tutelle de la CCI Nice Côte d'Azur. Le campus ré-ouvre en janvier 2024 pour accueillir les étudiantes et étudiants dès le 7 février 2024.

## Le fonctionnement
Le mode de fonctionnement de 42 a été notamment inspiré de celui de l'EPITECH. Il y a une sélection à l'aide de sessions de « piscine » et enseignement selon le mode projet.

### Admission et inscription
Le candidat doit avoir au minimum 18 ans ou être titulaire du baccalauréat (les élèves peuvent déposer une candidature l'année où ils passent leur baccalauréat). Aucun diplôme n'est requis pour les candidats de plus de 18 ans. En 2015, une expérimentation a eu lieu avec Pôle emploi afin de former à la programmation, pendant dix mois, un groupe d'une trentaine de chômeurs seniors. Elle a depuis été renouvelée chaque année.
La première sélection se fait à l'aide d'une série de tests de logique et de mémoire sur le site web de l’établissement destinés à évaluer les capacités des étudiants à apprendre l'informatique. La seconde sélection s'appelle la « piscine ». C'est un processus intensif de quatre semaines durant lesquelles le candidat doit réaliser des travaux pratiques en langage C. L'équipe pédagogique observe leur progression depuis le « bocal » (bureau de l'administration).
L'inscription à la formation est gratuite et concerne chaque année environ 850 étudiants à Paris.

### Particularités de la formation
Il n'y a pas de cours magistraux ni de travaux pratiques encadrés par des professeurs. Les étudiants sont libres d'organiser leurs journées à la réalisation des projets proposés par l'équipe pédagogique. L’établissement est ouvert 24h/24 et 7j/7.
La formation dispensée se veut inspirée des changements apportés par Internet avec une pédagogie qualifiée de « pair à pair ». Elle délivre, selon le parcours choisi par l’étudiant, un titre RNCP de niveau 6 ou de niveau 7 ou un certificat non reconnu par l’État français.

### Programme
Les premiers projets sont essentiellement axés sur le développement en langage C en environnement plateforme UNIX. En fonction de son niveau, l’étudiant peut s’inscrire à des « piscines » pédagogiques de deux semaines pour découvrir de nouveaux paradigmes de programmation : web en PHP, orientée objet en C++, fonctionnelle en OCaml et Unity. D’autres projets initient les étudiants à la sécurité informatique, au développement mobile ainsi qu’au réseau[réf. nécessaire].

### Évolution de la pédagogie
Durant la seconde année, de 2014 à 2015, une jauge a été instaurée ; elle indique le niveau actuel de l’étudiant. Parallèlement un système de points d'évaluation a été créé ; il permet d’échanger entre étudiants une évaluation contre un point.
La réalisation des projets n’est plus contrainte par le temps.
La gratuité, l'absence d'exigence de diplôme à l'entrée et une pédagogie qui rejette la notion traditionnelle de transmission hiérarchique du savoir ont fait de cet établissement une école de la deuxième chance avec, à la sortie, chez les futurs employeurs une potentielle réticence fondée sur la crainte d'une inadaptation au monde des grandes entreprises,.

## Modèle économique
L'investissement a été réalisé par Xavier Niel : 70 millions d'euros, dont 20 millions pour la création de l'établissement parisien et 50 millions pour couvrir les frais de fonctionnement de celui-ci pour 10 ans. L'objectif lors de la création de 42 est de permettre la création chaque année de 150 entreprises, dont cinq géants d’Internet, dans l'espoir que ces jeunes pousses versent leur taxe d'apprentissage à l'établissement. Début 2015, Nicolas Sadirac déclare alors : « Si nous ne sommes pas capables de faire naître cinq gros succès par an, c'est que nous aurons échoué. Il n'y aura alors plus de raisons de nous financer ».

## Critiques
La création de la formation 42 et de sa pédagogie ne sont pas exemptes de critiques de la part de certains formateurs et professionnels du secteur. Le président de l'association MUNCI, par exemple, dans un chat de janvier 2015 explique : « Nous sommes évidemment très favorables de façon générale aux écoles de la seconde chance (…) Néanmoins, nous sommes très partagés sur l'école 42 (…) nous sommes très mitigés sur cette « pédagogie de la débrouillardise » sans formations et sans formateurs. De plus, nous contestons l'idée d'une pénurie globale de développeurs en France, sur laquelle communique régulièrement cette école, qui nous fait un peu penser à une « usine à développeurs ». L'engouement médiatique autour de l'école 42 nous paraît totalement disproportionné. Certains vont un peu vite en besogne, et on a parfois l'impression que nos meilleurs ingénieurs n'ont qu'à bien se tenir face aux futurs « diplômés » de 42… Pour finir, on jugera l'arbre à ses fruits… ».
En 2017, l'ambiance sexiste de l'école est aussi critiquée par des étudiantes. Dans un établissement comptant moins de 10 % de filles, des étudiants ont eu des comportements sexistes : photos pornographiques en fond d'écran, prise de photos sous les jupes, avances déplacées, s'ajoutant au partage, trois ans durant, de « contenus pornographiques à teneur misogyne » sur la chaîne de discussion « NSFW » de l'école sur le canal Slack public. Cette ambiance est toutefois minorée par certains élèves, filles comprises. Si le canal a été fermé par l'administration et des travaux d'intérêt général et un travail sur le sexisme ont été infligés aux coupables, aucune sanction d'exclusion n'a été prise,.
En juillet 2018, Nicolas Sadirac démissionne à la suite d'un audit de la holding NJJ (effectué à la demande de Xavier Niel), en faisant don de son solde de tout compte à l'école,.
Face à ces scandales, et depuis l'arrivée de Sophie Viger à la tête de l'école, l'établissement change sa politique et prend plusieurs mesures ayant pour but de faire disparaitre les comportements sexistes, résultant en une forte augmentation du pourcentage de femmes qui postulent comparé aux 10 % de 2015, avec 46 % de candidates en 2021,.

## Campus

### Paris
Le bâtiment qui a été racheté à l'État français en 2011 pour 12,6 millions d'euros est situé au 96 boulevard Bessières, jouxtant le passage Rose-Valland, dans le 17e arrondissement de Paris. Il s’étend sur une surface de 4 242 mètres carrés et comporte trois grandes salles de travail nommées « clusters » qui contiennent chacune 300 Macintosh. En plus de deux autres salles généralement réservées aux événements et d’un amphithéâtre réservé aux conférences.
Le 1er octobre 2016, Art42, le premier musée de Paris d’art urbain, s’ouvre dans l’établissement. Visitable deux fois par semaine, il comporte plus de 150 œuvres d'artistes,,.

### Fremont
42 USA est situé au 6600 Dumbarton Circle, à Fremont en Californie. Le bâtiment 42 Silicon Valley a été racheté à une université. Le campus faisait à peu près 24 200 m2 et a un dortoir gratuit de 600 places. Le projet américain se monte à 100 millions de dollars. En 2020, le nombre d'étudiants est très inférieur aux attentes initiales et Sophie Viger prend la décision de fermer le campus américain. Les étudiants poursuivent leur cursus à distance. L'échec est expliqué par un manque de confiance des Américains dans une formation gratuite.

### Forty2
Forty2, situé sur l'Île d'Oléron, est un campus de vacances éducatif pour les étudiants des écoles 42. Situé dans le Fort des Saumonards à Saint-Georges d'Oléron, le lieu est un ancien fort militaire datant de l'époque de Napoléon. Acquis par Xavier Niel après sa mise en vente par l'État, le site de 2 400 m² et ses 25 000 m² de terrain sont dédiés à des séjours permettant aux élèves de l'école 42 de se concentrer sur l'avancement de leurs projets de cursus mais aussi de profiter des vacances avec la plage de Ramatuelle a quelques centaines de mètres.

### 42 Network
42 Network est un réseau d'établissements partenaires financés par des institutions, sociétés et investisseurs partout autour du monde. En 2020, Sophie Vigier annonce que 33 établissements sont ouverts sur 5 continents et dans 22 pays. Le cursus éducatif de ces établissements se base sur un tronc commun, mais les campus peuvent adapter leurs projets aux bassins d'emplois dans lesquels ils sont situés.
Le 6 décembre 2017, Xavier Niel annonce la création d'une école 42 à Alger, et ce lors de la visite d'Emmanuel Macron en Algérie, projet qui peine à se concrétiser.
En juin 2019, 42 annonce l'ouverture de onze nouveaux campus, d'ici 2020 : 42 Rio, 42 São Paulo, 42 Jakarta, 42 Yerevan, 42 Tokyo, 42 Bogota, 42 Angoulême, 42 Madrid, 42 Québec.
En janvier 2021, 42 ouvre un campus à Nice, décrit comme « une école bienveillante, solidaire et inclusive », fait le point sur ses campus et ambitionne d'ouvrir 50 campus d'ici 2025. Outre l'international, Sophie Viger annonce également avoir pour projet de quadriller la France, en ouvrant notamment un campus en Bretagne et un campus dans le Grand Est, dans les locaux de KMØ à Mulhouse,.
En octobre 2022, le campus 42 Vienna ouvre à Vienne, dans la capitale autrichienne,.

### Antananarivo
Avec 42 Antananarivo, Madagascar devient le deuxième pays africain après le Maroc à rallier le réseau international. Le campus de 1 000 mètres carrés est implanté dans la zone d’affaires Galaxy du quartier Andraharo, à Antananarivo et a été créé en collaboration avec Hassanein Hiridjee, dirigeant du groupe Axian qui contrôle notamment l’opérateur télécoms malgache Telma.

## Classement WURI
En 2023, 42 se démarque par son classement élevé dans plusieurs catégories de WURI (The World University Rankins for Innovation ou World Universities with Real Impact), se plaçant en première position dans le monde dans la catégorie "Valeur Éthique", ainsi qu'en sixième dans la catégorie "Universités Innovantes",,.

## Palmarès CodinGame
Début 2017, 42 arrive en tête des scores mondiaux du jeu en ligne CodinGame.
Début 2020, 42 Paris est de nouveau en tête du classement effectuée par la plateforme CodinGame, pour la performance de ses étudiants en 2019.

## Filmographie
- 42, born to code, documentaire de Emmanuel Réau, 55 min, 2015[64]

## Anciens élèves reconnus
- Jasmine Anteunis, cofondatrice de Recast.AI[65],[66].
- Alexis Barreyat et Kévin Perreau, fondateurs de l'application BeReal [67],[68],[69].